# نورمان سيمونز
نورمان سيمونز (بالإنجليزية: Norman Simmons)‏ هو عازف بيانو أمريكي، ولد في 6 أكتوبر 1929 في شيكاغو في الولايات المتحدة.

## وصلات خارجية
- نورمان سيمونز على موقع ميوزك برينز (الإنجليزية)
- نورمان سيمونز على موقع أول ميوزيك (الإنجليزية)
- نورمان سيمونز على موقع ديسكوغز (الإنجليزية)